# Norton Lang
Norton Lang (* 5. Juli 1940 in Chicago, Illinois) ist ein US-amerikanischer Physiker.
Lang erhielt 1962 den AB und 1965 den AM an der Harvard University und 1968 den PhD für Physik ebenfalls dort. Von 1967 bis 1969 war er Assistant Research Physicist an der University of California. Er wechselte im selben Jahr zu IBM und forschte dort bis heute weiter im Bereich von Elektronenstrukturen. Von 1984 bis 1993 war er Manager bei IBM der Electron Structure Theory Group. Für seine Beiträge zum Verständnis von Elektronengas erhielt er im Jahre 1977 zusammen mit Walter Kohn den Davisson-Germer-Preis.

## Auszeichnungen
- 1977 Davisson-Germer-Preis[3]